# Robert Puttemans
Robert Puttemans (Brussel, 22 juli 1902 - Sauvagemont (Lasne), 24 oktober 1978) was een Belgisch modernistisch architect.
Puttemans studeerde af aan de Brusselse Academie (1922) en specialiseerde zich daarna aan de École spéciale des Travaux publics in Parijs (1927). Aanvankelijk legde hij zich toe op diverse huisvestingsopdrachten. Nadien waagde hij zich aan complexere gebouwen en legde hij zich ook toe op het onderwijs.
Ondanks het opmerkelijke debuut met het ontwerp van zijn eigen woning in de Camille Lemonnierstraat in Ukkel (1929) en een gebouw in de Molièrelaan (1928, in samenwerking met Emile Poly), was hij door de crisis genoodzaakt te gaan werken bij zijn voormalige leraar Joseph Van Neck, als bureauchef voor de wereldtentoonstelling van 1935. Hij werkte ook samen met Fernand Petit en vervolgens met Henry Van de Velde (Belgisch Paviljoen op de wereldtentoonstelling van 1937 in Parijs); nadien associeerde hij zich, tot 1960, met zijn vroegere medestudent Charles Malcause (1903-1976). Samen met hem realiseerde hij de uitbreiding van de Saint-Christophekerk in Charleroi (1955-58, in samenwerking met Joseph André) en het paviljoen van de oudheid voor de Jubelparkmusea (1956). In 1964 trad ook een andere oud-student, Jacques Aron, bij hem in dienst als assistent. Vervolgens ontwierp hij naar aanleiding van Expo 58 de paleizen VII en XI (in samenwerking met Charles Malcause en Prudent Laenen) en zijn eigen woning (Langeveldstraat in Ukkel) waaruit zijn bewondering spreekt voor Richard Neutra en Le Corbusier. Voor de ULB realiseerde hij samen met zijn zoon Pierre Puttemans, de uitbreiding van de universitaire campus (1967-69) en het centrum voor traumatologie van het Brugmannziekenhuis (1964-76).
Hij doceerde architectuur aan de ULB (1948-72), nam het atelier van Jean De Ligne aan La Cambre over (1949-67) en onderwees nadien architectuurgeschiedenis, tot in 1971. Hij was lid van de SBUAM (1929) en voorzitter (1957-59 van de SCAB en was een van de oprichters van het tijdschrift Architecture.